# Paussac-et-Saint-Vivien
Paussac-et-Saint-Vivien település Franciaországban, Dordogne megyében. Lakosainak száma 455 fő (2022. január 1.). Paussac-et-Saint-Vivien Saint-Just, Bourdeilles, Creyssac, Grand-Brassac, Mareuil en Périgord, Brantôme en Périgord, La Gonterie-Boulouneix és Brantôme-en-Périgord községekkel határos.

## Népesség
A település népességének változása:
| Lakosok száma | 474  | 399  | 383  | 446  | 436  | 450  | 468  | 474  | 478  | 455  |
|               | 1968 | 1982 | 1990 | 2006 | 2013 | 2015 | 2017 | 2019 | 2020 | 2022 |